# チロ・スケーター

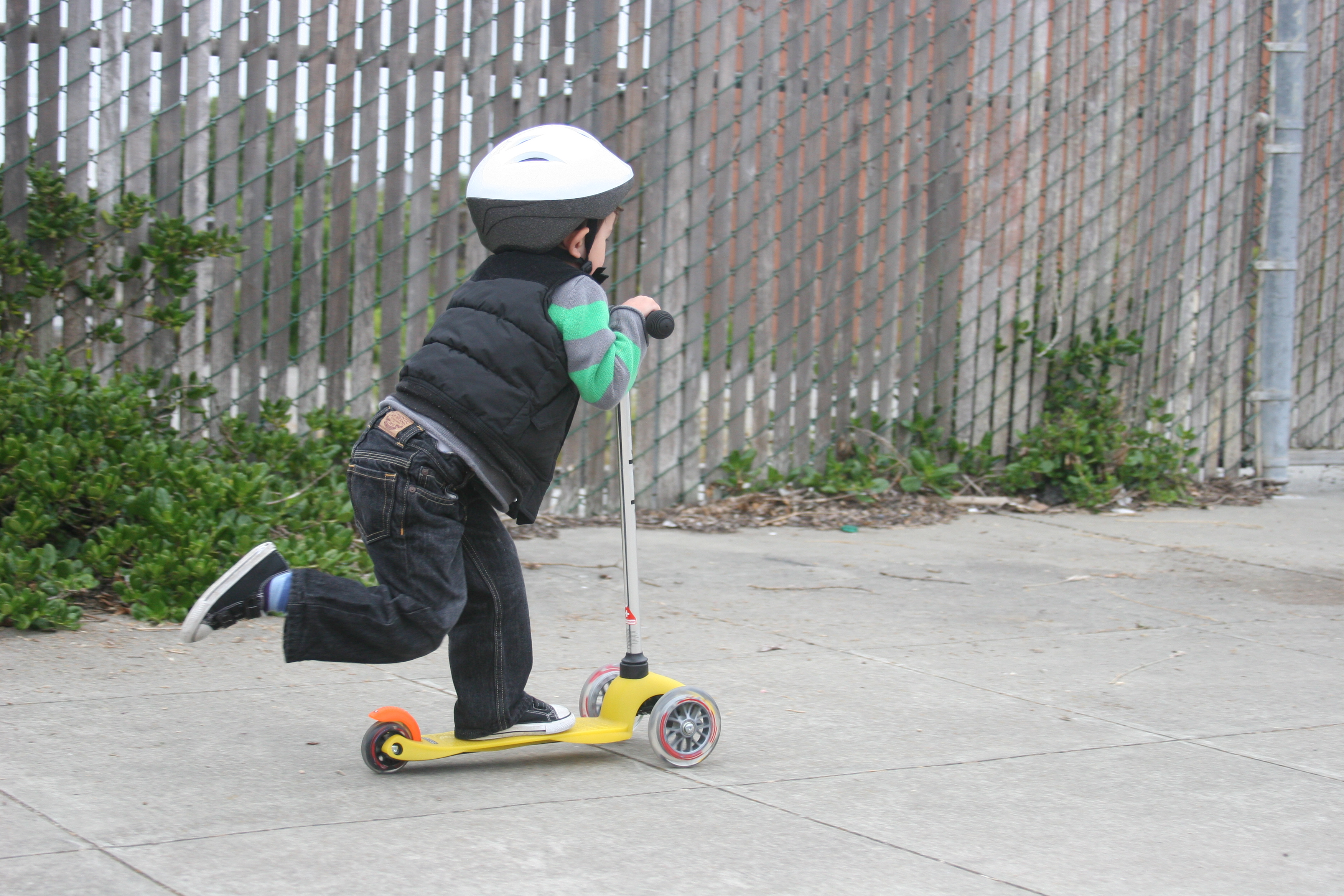
（参考）三輪、高さ調節の無いTバーといった「スケーター」の特徴を受け継いでいる幼児向けスクーター

チロ・スケーターとは、ドイツのCiro machines GmbHが販売する、三輪または四輪のスケートボード風キックスケーター。
1993年に東ドイツ出身の自動車技師Sieghart Strakaが通勤で駅まで移動するために考案した。その構造は他のメーカーにより「キックボード」として発展し、特に幼児向けの分野で成功を収めた。